# De Seizoenen
De Seizoenen (The Seasons) is een compositie van Edward German uit 1899. Het werk is geschreven voor symfonieorkest. Het kan gezien worden als zijn derde symfonie, doch hij wilde zich niet meer strikt aan dat genre wagen. Het is geschreven voor hetzelfde festival in Norwich waar zijn tweede symfonie in première ging, maar dan een aantal jaren later. Het werk begint bij de lente, vervolgens volgen zomer, herfst en winter. Het is in zijn totaal bekeken een vrolijk gestemd werk. Zelfs het deel dat de winter behandelt is gebaseerd op de gezelligheid gedurende die dagen en niet over de donkere dagen voor Kerst. In 1914 bewerkte de componist het lichtjes voor een uitvoering in Bournemouth.

## Delen
1. Spring
2. Summer (Harvest Dance); kan gezien worden als het scherzo;
3. Autumn
4. Winter (Christmastide)

## Bron en discografie
- Uitgave Marco Polo Records: Nationaal Symfonieorkest van Ierland o.l.v. Andrew Penny (bron)